# Claes Grill
Pour les articles homonymes, voir Grill et Grill (homonymie).
Claes Grill, né le 19 avril 1705 à Stockholm où il est mort le 6 novembre 1767, est un homme d'affaires, armateur et commerçant suédois.

## Biographie
Issu d'une famille d'origine hollandaise, il est célèbre pour avoir été le directeur à partir de 1746 de la Compagnie suédoise des Indes orientales. 
On lui doit le perfectionnement des usines et l'extension du commerce suédois. Il donne en 1747 une grande partie de sa fortune aux hôpitaux, sauve de la faillite la Banque de Suède, fait construire l'observatoire de Stockholm et est un des fondateurs de l'Académie des sciences de Suède. 